# Вапріо-д'Адда

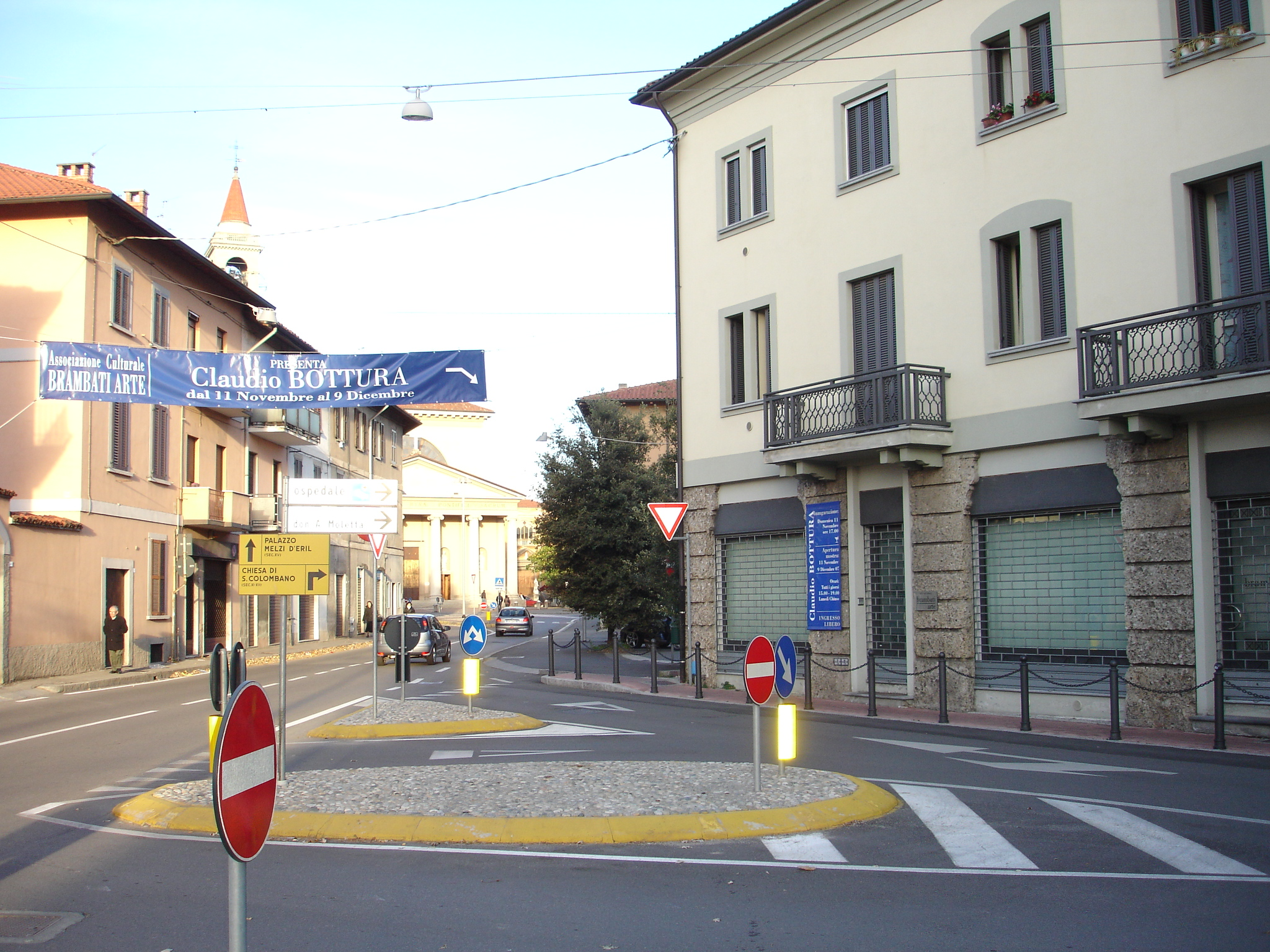

Вапріо-д'Адда (італ. Vaprio d'Adda) — муніципалітет в Італії, у регіоні Ломбардія, метрополійне місто Мілан.
Вапріо-д'Адда розташоване на відстані близько 480 км на північний захід від Рима, 29 км на північний схід від Мілана.
Населення — 8407 осіб (2012).

## Демографія
Населення за роками:

Станом на 1 січня 2023 року в муніципалітеті офіційно проживали 1392 іноземці з 55 країн, серед них 343 громадяни країн Євросоюзу та 50 громадян України.

## Сусідні муніципалітети
- Каноніка-д'Адда
- Капріате-Сан-Джервазіо
- Кассано-д'Адда
- Фара-Джера-д'Адда
- Греццаго
- Поццо-д'Адда
- Треццо-сулл'Адда